# Waldemar Andzel
Waldemar Franciszek Andzel (ur. 17 września 1971 w Czeladzi) – polski polityk, politolog, poseł na Sejm V, VI, VII, VIII, IX i X kadencji.

## Życiorys

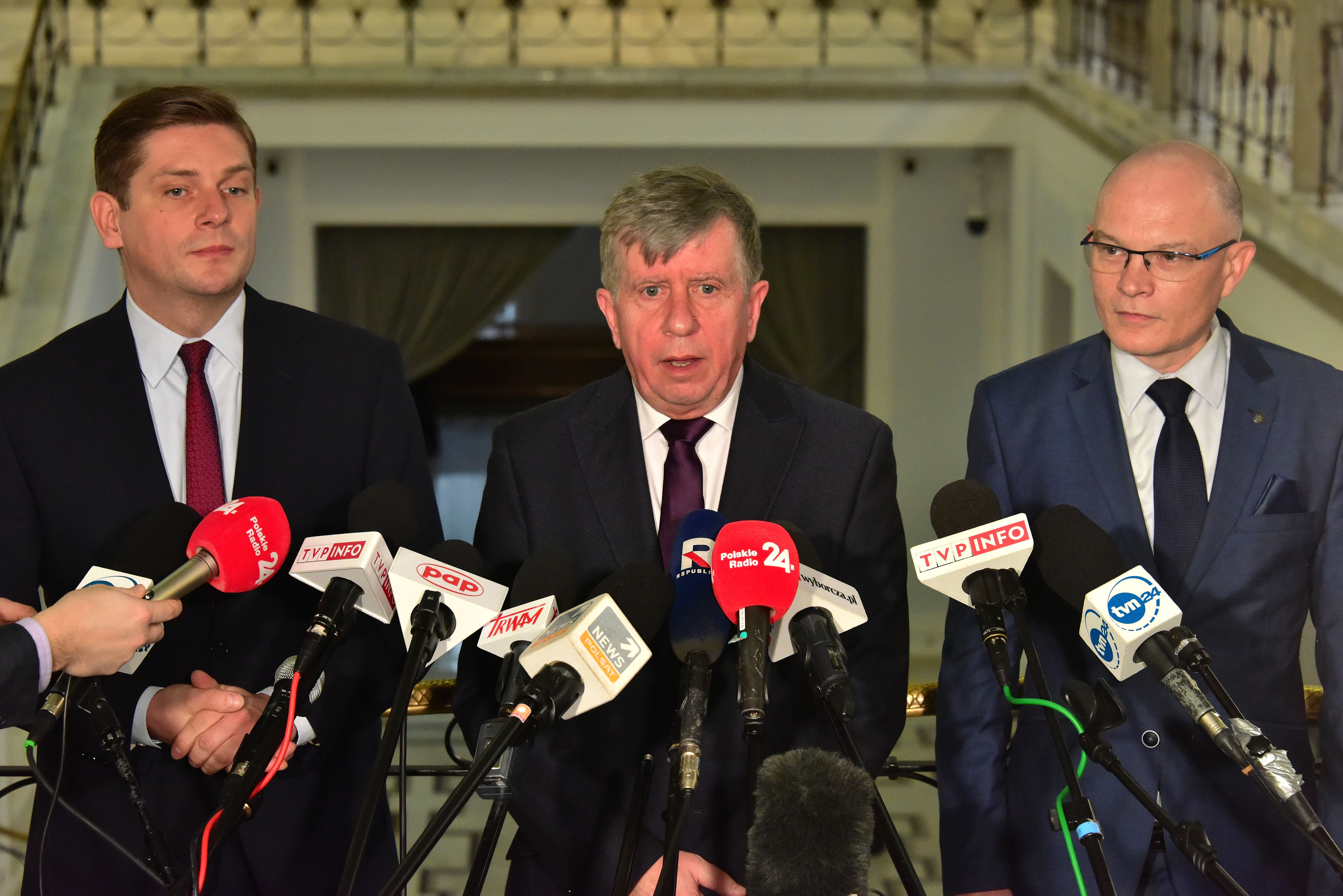
Bartosz Kownacki, Michał Jach i Waldemar Andzel podczas konferencji prasowej w Sejmie (2020)

W 1996 ukończył studia na Wydziale Nauk Społecznych Uniwersytetu Śląskiego w Katowicach ze specjalnością w zakresie polityki społecznej. W 1999 ukończył studia podyplomowe na UŚ w zakresie organizacji pomocy społecznej. Pracował w gminnym ośrodku pomocy społecznej.
W 1989 wstąpił do Chrześcijańsko-Demokratycznego Stronnictwa Pracy, a w 1990 do Porozumienia Centrum. Zasiadał we władzach wojewódzkich PC. Przeszedł do Porozumienia Polskich Chrześcijańskich Demokratów, następnie do Prawa i Sprawiedliwości. Objął funkcje pełnomocnika powiatowego PiS w Będzinie, zastępcy przewodniczącego rady okręgowej PiS w Sosnowcu oraz członka zarządu regionalnego w Katowicach. W latach 1998–2002 był radnym powiatu będzińskiego z listy Akcji Wyborczej Solidarność. W wyborach parlamentarnych w 2001 kandydował bezskutecznie z listy PiS do Sejmu.
W wyborach w 2005 z listy Prawa i Sprawiedliwości został wybrany na posła V kadencji w okręgu sosnowieckim liczbą 4257 głosów. W wyborach parlamentarnych w 2007 po raz drugi uzyskał mandat poselski, otrzymując 10 121 głosów. Został wiceprzewodniczącym Parlamentarnego Zespołu na rzecz Tybetu. W wyborach parlamentarnych w 2011 po raz trzeci z rzędu uzyskał mandat poselski, otrzymując 10 328 głosów. W 2015 z powodzeniem ubiegał się o poselską reelekcję na kolejną kadencję. Bezskutecznie kandydował w wyborach do Parlamentu Europejskiego w 2019.. W lipcu 2019 został przewodniczącym sejmowej Komisji do Spraw Służb Specjalnych.
W wyborach w tym samym roku utrzymał mandat poselski na okres IX kadencji Sejmu. W IX kadencji ponownie wybrany na przewodniczącego Komisji do Spraw Służb Specjalnych, został też zastępcą przewodniczącego Komisji Obrony Narodowej, zastępcą przewodniczącego Podkomisji stałej do spraw współpracy z zagranicą i NATO oraz członkiem Podkomisji stałej do spraw polskiego przemysłu obronnego oraz modernizacji technicznej Sił Zbrojnych RP. Został także wybrany na wiceprzewodniczącego klubu parlamentarnego PiS. W 2021 powołany przez premiera Mateusza Morawieckiego w skład Rady Doradców Politycznych. Również w wyborach w 2023 z powodzeniem ubiegał się o poselską reelekcję (z wynikiem 22 699 głosów). W Sejmie X kadencji zasiadł m.in. w Komisji do Spraw Służb Specjalnych oraz Komisji Obrony Narodowej.

## Odznaczenia
Odznaczony Brązowym Medalem „Za zasługi dla obronności kraju” (2010) oraz Srebrną Odznaką „Zasłużony dla Ochrony Przeciwpożarowej” (2021).